# Regierung Puigdemont
Die Regierung Puigdemont bildete vom 11. Januar 2016 bis zum 27. Oktober 2017 die Regionalregierung (Generalitat de Catalunya) von Katalonien.  

## Regierungsmitglieder
| Amt                                                                                  | Foto | Name                                           | Partei    |
| ------------------------------------------------------------------------------------ | ---- | ---------------------------------------------- | --------- |
| Präsident der Generalitat de Catalunya                                               |      | Carles Puigdemont                              | CDC       |
| Vizepräsident der Generalitat de Catalunya Minister für Finanzen und Wirtschaft      |      | Oriol Junqueras                                | ERC       |
| Minister für Unternehmen und Wissenschaft                                            |      | Jordi Baiget (bis 3. Juli 2017)                | CDC       |
| Minister für Unternehmen und Wissenschaft                                            |      | Santi Vila (3. Juli 2017 bis 27. Oktober 2017) | CDC       |
| Minister für Unternehmen und Wissenschaft                                            |      | Josep Rull (27. Oktober 2017, kommissarisch)   | CDC       |
| Ministerin für Soziales, Arbeit und Familie                                          |      | Dolors Bassa                                   | ERC       |
| Ministerin für Regierungsführung, öffentliche Verwaltung und Wohnungswesen           |      | Meritxell Borràs                               | CDC       |
| Minister für Gesundheit                                                              |      | Antoni Comín                                   | Parteilos |
| Minister für Inneres                                                                 |      | Jordi Jané (bis 14. Juli 2017)                 | CDC       |
| Minister für Inneres                                                                 |      | Joaquim Forn (ab 14. Juli 2017)                | CDC       |
| Minister für Justiz                                                                  |      | Carles Mundó                                   | ERC       |
| Minister/in für Präsidentschaftsangelegenheiten Regierungssprecher/in                |      | Neus Munté (bis 14. Juli 2017)                 | CDC       |
| Minister/in für Präsidentschaftsangelegenheiten Regierungssprecher/in                |      | Jordi Turull (ab 14. Juli 2017)                | CDC       |
| Minister für auswärtige Angelegenheiten, institutionelle Beziehungen und Transparenz |      | Raül Romeva                                    | Parteilos |
| Ministerin für Bildung                                                               |      | Meritxell Ruiz (bis 14. Juli 2017)             | CDC       |
| Ministerin für Bildung                                                               |      | Clara Ponsatí (bis 14. Juli 2017)              | Parteilos |
| Minister für Planung und Nachhaltigkeit                                              |      | Josep Rull                                     | CDC       |
| Ministerin für Landwirtschaft, Viehzucht, Fischerei und Ernährung                    |      | Meritxell Serret                               | ERC       |
| Minister für Kultur                                                                  |      | Santi Vila (bis 3. Juli 2017)                  | CDC       |
| Minister für Kultur                                                                  |      | Lluís Puig (ab 4. Juli 2017)                   | CDC       |